# Helmut Maier (Wissenschaftshistoriker)
Helmut Maier (* 1957 in Göttingen) ist ein deutscher Wissenschafts- und Technikhistoriker. Er bekleidet seit 2007 eine Professur für Technik- und Umweltgeschichte an der Ruhr-Universität Bochum.

## Leben
Maier studierte zunächst Elektrotechnik. 1985 erlangte er sein Diplom in diesem Fach an der TU Braunschweig. Anschließend studierte er von 1986 bis 1990 Geschichte der Naturwissenschaften und Neuere Geschichte ebenfalls in Braunschweig. Im Jahr 1990 wurde er im Fach Naturwissenschaftsgeschichte zum Dr. rer. nat. promoviert. Von 1992 bis 1998 war er Wissenschaftlicher Mitarbeiter am Lehrstuhl für Wirtschafts- und Technikgeschichte an der Ruhr-Universität Bochum. Von 1999 bis 2004 war er Wissenschaftlicher Mitarbeiter des Forschungsprogramms „Geschichte der Kaiser-Wilhelm-Gesellschaft im Nationalsozialismus“ der Max-Planck-Gesellschaft, Berlin. Im Jahr 2005 habilitierte sich Maier an der BTU Cottbus zum Dr. phil. habil. Er erhielt die Lehrerlaubnis für Technik-, Wissenschafts- und Umweltgeschichte. 2007 wurde er auf eine Professur für Technik- und Umweltgeschichte an die Ruhr-Universität-Bochum berufen. Seit 2008 ist er Vorsitzender des Bereiches „Technikgeschichte“ des VDI-Ausschusses Beruf und Gesellschaft.
Im Auftrag der Gesellschaft Deutscher Chemiker verfasste er eine Studie über Chemiker im Nationalsozialismus, die die Gesellschaft als Beitrag zur Aufarbeitung der Geschichte ihrer Vorgängerorganisationen sah.

## Auszeichnungen und Preise
- 1991 Rudolf-Kellermann-Preis für Technikgeschichte des Vereins Deutscher Ingenieure

## Schriften (Auswahl)
- Erwin Marx (1893–1980). Ingenieurwissenschaftler in Braunschweig und die Forschung und Entwicklung auf dem Gebiet der elektrischen Energieübertragung auf weite Entfernungen zwischen 1918 und 1950. Verlag für Geschichte der Naturwissenschaften und der Technik, Stuttgart 1993, ISBN 3-928186-11-6 (Zugleich: Dissertation an der TU Braunschweig 1990).
- Forschung als Waffe. Rüstungsforschung in der Kaiser-Wilhelm-Gesellschaft und das Kaiser-Wilhelm-Institut für Metallforschung 1900–1945/48 (= Geschichte der Kaiser-Wilhelm-Gesellschaft im Nationalsozialismus, Band 16). 2 Bände. Wallstein, Göttingen 2007, ISBN 978-3-8353-0109-2.
- Chemiker im „Dritten Reich“. Die Deutsche Chemische Gesellschaft und der Verein Deutscher Chemiker im NS-Herrschaftsapparat. Wiley, Weinheim 2015, ISBN 978-3-527-33846-7.
- 100 Jahre Deutsche Gesellschaft für Materialkunde 1919–2019. Eine Dokumentation (= Bochumer Studien zur Technik- und Umweltgeschichte, Band 11), Essen 2019, ISBN 978-3-8375-2226-6.

Als Herausgeber
- Rüstungsforschung im Nationalsozialismus. Organisation, Mobilisierung und Entgrenzung der Technikwissenschaften (= Geschichte der Kaiser-Wilhelm-Gesellschaft im Nationalsozialismus, Band 3). Wallstein, Göttingen 2002, ISBN 3-89244-497-8.
- Gemeinschaftsforschung, Bevollmächtigte und der Wissenstransfer. Die Rolle der Kaiser-Wilhelm-Gesellschaft im System kriegsrelevanter Forschung des Nationalsozialismus (= Geschichte der Kaiser-Wilhelm-Gesellschaft im Nationalsozialismus, Band 17), Wallstein, Göttingen 2007, ISBN 978-3-8353-0182-5.